# Double Impact - Vendetta finale
Double Impact - Vendetta finale (Double Impact) è un film del 1991 diretto da Sheldon Lettich, con Jean-Claude Van Damme nel doppio ruolo dei gemelli Chad e Alex Wagner.

## Trama
(frase detta da Alex alla sua fidanzata per distinguersi dal fratello gemello)
1966: la triade di Hong Kong stermina una ricca famiglia, non riuscendo a uccidere però i due figli gemelli appena nati, Chad e Alex. Un amico del defunto padre dei due, lo "zio Frankie", prende in custodia Chad. La governante, rimasta viva dalla sparatoria, prende in custodia Alex.
I due gemelli crescono in modo diverso: Chad molto educato e di buone maniere, viene allevato nella palestra di Karate di Frankie, Alex invece, più rozzo e furbo, cresce sulla strada e diventa un trafficante d'auto rubate. I due s' incontrano dopo 25 anni, per volere di Frankie, e, dopo una lunga e tortuosa strada per la riconciliazione e il rispetto reciproco, progettano di vendicare il brutale assassinio dei loro genitori.

## Produzione
Van Damme voleva interpretare i due gemelli per aiutare a cambiare la sua immagine. "Uno di loro è violento e l'altro no, quindi il pubblico può vedere il contrasto nel mio lavoro," ha detto. "Questo film ha momenti comici, romantici, una storia d'amore, quindi non è tutto azione e violenza. Quando combatto sullo schermo, mescolo danza e lotta. La formula grazia e potere mi piace molto."
Van Damme ha affermato che la sua personalità nella vita reale è più vicina a quella di Chad che di Alex. "Nella vita reale non sono un tipo freddo e silenzioso che va in giro a dare calci nel culo."
Il regista Sheldon Lettich ha in seguito ricordato che l'idea di Van Damme in un doppio ruolo "è stata un tale successo che altri produttori volevano che la ripetesse (Timecop, Maximum Risk, The Replicant). Anche se ciò significava molto più lavoro per Jean-Claude, cambio di costumi, capelli e trucco numerose volte nel corso di una giornata di riprese, lui si è divertito nella sfida di interpretare due personaggi distintamente diversi, mettendo in mostra un lato oscuro e un lato più spensierato nello stesso film."

## Accoglienza
Double Impact è stato distribuito nei cinema il 9 agosto 1991 accompagnato da recensioni negative che lo definivano l'ennesimo film d'azione superficiale con la sola trovata di avere due Jean-Claude Van Damme. Nonostante ciò, la pellicola si è rivelata un successo commerciale e ha debuttato al secondo posto del botteghino statunitense. In tutto il mondo ha incassato 80 milioni e mezzo di dollari.